# Café de Levante

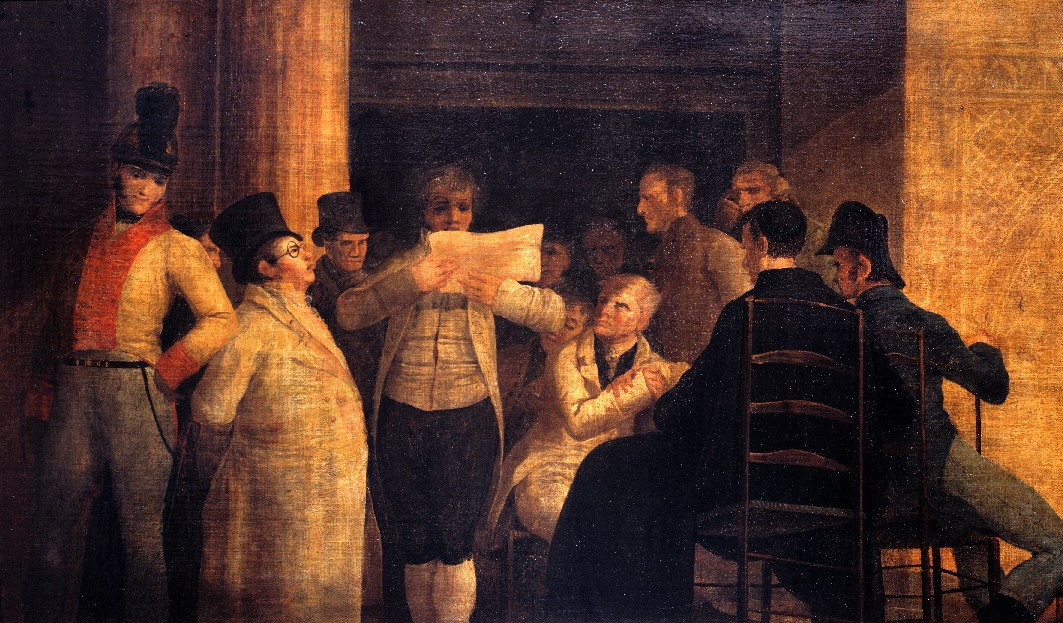
Tertulianos ilustrados en el café de Levante, cuadro de Leonardo Alenza para decorar los salones del Café de Levante.

Café de Levante es el nombre que a lo largo del siglo XIX recibieron varios establecimientos de esparcimiento, reunión y tertulia situados en el centro de Madrid. Fueron todos ellos escenario una variopinta galería de capítulos de historia madrileña.
En orden cronológico, ya en la primera mitad del siglo XIX hubo un primer Levante junto a la Puerta del Sol, que desapareció con las obras de ampliación de este punto neurálgico de la ciudad, trasladándose todos sus muebles y adornos (incluidos los cuadros pintados por Leonardo Alenza) al Levante del Prado. Concluida la nueva urbanización de Sol, se abrieron en su entorno dos nuevos cafés con este nombre: el Nuevo Café de Levante o Levante de Arenal, por ubicarse en el número 15 de esa calle, y el Viejo Café de Levante, en el número 5 de la plaza de la Puerta del Sol.

## El Levante de calle de Alcalá
El primer café de Levante del que se tiene noticia estuvo en la calle de Alcalá, contiguo a la Puerta del Sol. Podría reconocerse como el Levante Ilustrado, por ser punto de reunión de muchos de los intelectuales que integraron la Ilustración política en España. Símbolos iconográficos de aquellas reuniones fueron las pinturas del romántico Alenza que decoraron sus paredes. Desapareció con la remodelación de Sol a mediados del siglo XIX (hacia 1857).

### Una cita de Mesonero Romanos

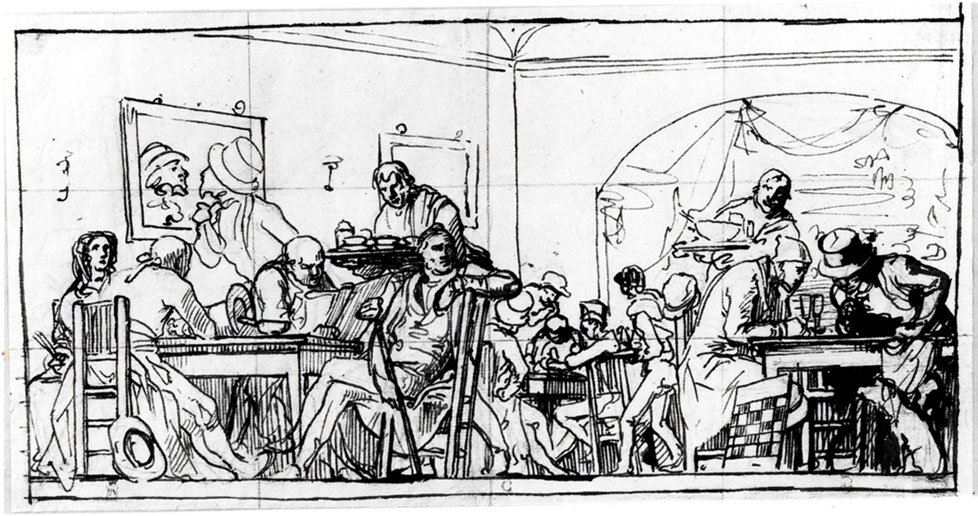
Jugadores de ajedrez en el café de Levante; boceto del cuadro pintado hacia 1839 por Alenza para decorar el frontis de la puerta del Café de Levante.

Mesonero Romanos, erudito cronista de Madrid, dejó escrita en sus Memorias de un setentón esta instantánea que parece fiel copia de la escena pintada por Alenza (o viceversa):

...los ahumados y estrechos aposentos del café de Levante (calle Alcalá, frente al Buen Suceso), donde engolfarse en una interminable partida de chanquete o ajedrez...

## El Levante de la calle del Prado
El cronista Pedro de Répide habla asimismo de un café de Levante en la calle del Prado, homónimo de los del entorno de la Puerta del Sol, que con su emblemático dibujo de Leonardo Alenza sobre la puerta, se abría a la tertulia y la intriga en el antiguo número 10. Se trataba efectivamente del nuevo emplazamiento del primer café de Levante que se había llevado por delante la ampliación de la Puerta del Sol, en 1858.

## Nuevo Café de Levante y Viejo Café de Levante
El Levante del Prado sufrió un nuevo y doble traslado a la calle Arenal, en cuyo número 15 se abrió como Nuevo Café de Levante, conviviendo casi 50 años con el Antiguo Café de Levante, también «nuevo» y ubicado en el número 5 de la Puerta del Sol.
Durante casi un siglo se ha mezclado el anecdotario de ambos Levantes (el Nuevo de Arenal y el Antiguo de Sol), y a menudo se cuelan en los relatos de los diferentes cronistas personajes y anécdotas que solo pudieron ocurrir en el Levante de Alcalá o el de la calle del Prado.

### Del Levante de Arenal
Instalado el Nuevo Café de Levante en un inmueble de la calle Arenal edificado en 1861 (según puede verse aún en su fachada), tuvo quizá su periodo más intelectualmente intenso entre los años 1908 y 1914. En ese lustro el errante y temible tertuliano Ramón María del Valle Inclán tuvo allí su cenáculo rodeado de personajes como José Martínez Ruiz «Azorín», los pintores José Gutiérrez Solana, Santiago Rusiñol y Julio Romero de Torres, los hermanos Pío y Ricardo Baroja, José Sánchez Gerona o Corpus Barga y el dibujante Rafael de Penagos, entre los más jóvenes. La arrogancia de Valle Inclán lo llevó a sentenciar que este salón llegó a ejercer «más influencia en la literatura y el arte contemporáneos que dos o tres universidades y academias». Y aún hay noticia de que su lugarteniente Ricardo Baroja, añadió: «Los académicos, los consagrados, los profesores de centros de enseñanza oficial del arte, nos temían como a la peste».
El café de Levante de la calle de Arenal cerró en el año 1915. En la prensa madrileña del mes de agosto del año 1915 se lee este luctuoso anuncio: «Se venden todos los enseres del café Nuevo de Levante, billar y licores finos». En el local que dejó vacío se instaló un gran almacén de paños.

### Del Levante de Sol n.º 5
Pablo Gil y Calvo fue el primer propietario del Antiguo café de Levante, abierto en uno de los nuevos edificios de la Puerta del Sol en la década de 1870. Café de entretenimiento y tertulia a la vez que casa de comidas a la carta, se hicieron famosas sus raciones de riñones y el bistec de la casa.
Los visitantes y parroquianos que han dejado crónica de su existencia coinciden en definirlo como «café tranquilo, cómodo y limpio», donde todo el mundo se conocía. En 1892, sus interiores fueron decorados por el pintor Nicasio Pechuán y en el piso superior se instalaron unos amplios y modernos billares y un «salón especial exclusivamente para señoras». En 1915 se pagaban 27.000 pesetas de alquiler anual.
El Antiguo café de Levante permaneció abierto durante la guerra civil española; tras la contienda el inquieto Ernesto Giménez Caballero fundó en sus sótanos la Cripta de Don Quijote o de los libertadores de América, tertulia de americanistas que su fundador quiso convertir en un museo lleno de figuras en bronce de los libertadores americanos. Al otro lado del océano Atlántico, vivía su exilio, el fundador de la Sagrada Cripta del Pombo.
El Antiguo Café de Levante desapareció en el año 1966. En su lugar se abrió al público una zapatería.

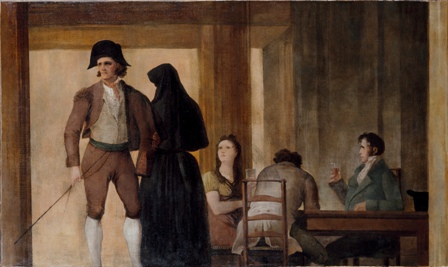
Otro de los cuadros pintados por Alenza para el primer café de Levante. Museo del Prado (Madrid).

## Epílogo
Muchos fueron los cafés de Levante en Madrid, y a todos se los llevó el aire de una coplilla popular:

Adiós Café de Levante,
adiós famoso café
tu historia aquí finaliza
por el dichoso parné.

- Aún existe en Madrid, ya sin valor histórico, un café de Levante (en realidad un restaurante), en el número 4 de la calle de la Victoria, esquina al pasaje Matheu, en el espacio que ocupó el café de París.[13]